# 2008年北京オリンピックのカナダ選手団
2008年北京オリンピックのカナダ選手団（2008ねんペキンオリンピックのカナダせんしゅだん）は、2008年8月8日から8月24日にかけて中国の北京を主として開催された2008年北京オリンピックのカナダ選手団、およびその競技結果。

## 概要
今大会は金メダル3個、銀メダル9個、銅メダル8個の合計20個のメダルを獲得した。

## メダル
| メダル | 選手名 | 競技                 | 種目                     |
| ------ | --- | -------------------- | ------------------------ |
| 金     | ケビン・ライト ベン・ラトレッジ アンドリュー・バーンズ ジェイク・ウェッツェル マルコム・ハワード ドミニク・セイタール アダム・クリーク カイル・ハミルトン ブライアン・プライス | ボート               | 男子エイト               |
| 金     | キャロル・ハイン | レスリング           | 女子フリースタイル48kg級 |
| 金     | エリック・ラメーズ | 馬術                 | 障害馬術個人             |
| 銀     | アレクサンダー・ディスパティエ | 飛込                 | 男子3m飛板飛込           |
| 銀     | エミリー・ハイマンズ | 飛込                 | 女子10m高飛込            |
| 銀     | デビッド・カルダー スコット・フランドセン | ボート               | 男子舵なしペア           |
| 銀     | ジェイソン・バーネット | トランポリン         | 男子個人                 |
| 銀     | キャレン・クックバーン | トランポリン         | 女子個人                 |
| 銀     | ジル・ヘンゼルウッド エリック・ラメーズ イアン・ミラー マック・コーン | 馬術                 | 障害馬術団体             |
| 銀     | アダム・ヴァン・クーバーデン | カヌー               | 男子K1人乗り500m         |
| 銀     | カリン・セルジュリ | テコンドー           | 女子67kg級               |
| 銀     | サイモン・ホイットフィールド | トライアスロン       | 男子                     |
| 銅     | ディラン・アームストロング | 陸上                 | 男子砲丸投               |
| 銅     | プリシラ・ロペス＝シュリエプ | 陸上                 | 女子100mハードル         |
| 銅     | ライアン・コクラン | 競泳                 | 男子1500m自由形          |
| 銅     | イアン・ブランベル ジョン・ベア マイク・ルイス ライアム・パーソンズ | ボート               | 男子軽量級かじなしフォア |
| 銅     | メラニー・コック トレーシー・キャメロン | ボート               | 女子軽量級ダブルスカル   |
| 銅     | トーニャ・バービーク | レスリング           | 女子フリースタイル55kg級 |
| 銅     | クリスティン・ギラード | ウエイトリフティング | 女子63kg級               |
| 銅     | トーマス・ホール | カヌー               | 男子C1人乗り1000m        |

## ホッケー
- 男子カナダ代表チーム

## 体操競技

### 体操
- 男子カナダ代表チーム（団体総合）
- 女子カナダ代表チーム（団体総合）

## ソフトボール
- カナダ代表チーム

## 野球
- カナダ代表チーム